# Eleftherochóri (ort i Grekland, Thessalien, Nomós Magnisías)
Eleftherochóri (Eleftherochori) är en ort i Grekland.   Den ligger i prefekturen Nomós Magnisías och regionen Thessalien, i den centrala delen av landet, 170 km nordväst om huvudstaden Aten. Eleftherochóri ligger 463 meter över havet och antalet invånare är 101.
Terrängen runt Eleftherochóri är huvudsakligen kuperad, men åt nordväst är den platt. Eleftherochóri ligger uppe på en höjd. Runt Eleftherochóri är det ganska glesbefolkat, med 24 invånare per kvadratkilometer. Närmaste större samhälle är Almyrós, 15,1 km sydost om Eleftherochóri. == Kommentarer ==
1. ↑  Framräknat ur variansen i alla höjduppgifter (DEM 3") från Viewfinder Panoramas, inom 10 km radie.[2] Mer om algoritmen finns här: Användare:Lsjbot/Algoritmer.